# Constance Worth

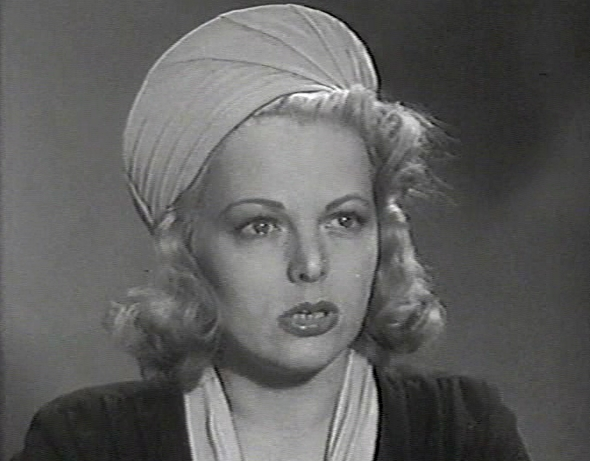
Constance Worth

Constance Worth, född Jocelyn Howarth 19 augusti 1912 i Sydney, Australien, död 18 oktober 1963 i Los Angeles County, USA, var en australisk-amerikansk skådespelerska. 

## Filmografi (urval)
- 1933 – The Squatter's Daughter
- 1940 – Änglar över Broadway
- 1941 – Illdåd planeras
- 1941 – Meet Boston Blackie
- 1945 – Dillinger
- 1945 – Sensation Hunters
- 1947 – Den långa natten
- 1949 – Knock-Out